# Syed Hasan Javed
Syed Hasan Javed es un diplomático pakistaní.
- En 1979 entró al Servicio Exterior de Pakistán.
- En 1980 fue empleado en Ministry of Foreign Affairs (Pakistan), Islamabad.
- De 1981 a 1987 fue director en el en:Ministry of Foreign Affairs (Pakistan).
- En 1980 fue empleado en el en:Ministry of Foreign Affairs (Pakistan).
- De 1981 a 1987 fue secretario de embajada en Beijing.
- De  1987 a 1991 fue director  en el en:Ministry of Foreign Affairs (Pakistan).
- De 1991 a 1993 fue secretario de embajada de primera clase en Harare (Zimbabue).
- De 1994 a 05 de agosto de 1996 fue secretario de embajada en Dusambé (Tayikistán).
- Del 05 de agosto de 1996 a 1999 fue secretario de embajada en Bruselas.
- De 1999 a 2000 fue director  en el Ministry of Foreign Affairs (Pakistan).
- De 2000 a 2001 fue director general en el en:Ministry of Foreign Affairs (Pakistan).
- De 2001 a 2003 fue embajador adjunto en Beijing.
- De 2003 a 2008 fue Alto Comisionado de Pakistán en Puerto Louis (Mauricio).
- En 2008 fue director general del  en:Ministry of Foreign Affairs (Pakistan).
- En 2009 fue secretario de Asif Ali Zardari.
- De  2009 a 2011 fue secretario adjunto del  en:Ministry of Foreign Affairs (Pakistan).
- De 2011 a abril de 2014 fue Alto Comisionado de Pakistán en Singapur.
- Desde el 25 de abril de 2014 es embajador en Berlín.[1]